# Fuente el Olmo de Fuentidueña (kommunhuvudort)
Fuente el Olmo de Fuentidueña är en kommunhuvudort i Spanien.   Den ligger i provinsen Provincia de Segovia och regionen Kastilien och Leon, i den centrala delen av landet, 110 km norr om huvudstaden Madrid. Fuente el Olmo de Fuentidueña ligger 851 meter över havet och antalet invånare är 117.
Terrängen runt Fuente el Olmo de Fuentidueña är platt åt sydväst, men åt nordost är den kuperad. Fuente el Olmo de Fuentidueña ligger nere i en dal. Runt Fuente el Olmo de Fuentidueña är det mycket glesbefolkat, med 6 invånare per kvadratkilometer. Närmaste större samhälle är Cantalejo, 14,8 km söder om Fuente el Olmo de Fuentidueña. Trakten runt Fuente el Olmo de Fuentidueña består till största delen av jordbruksmark.